# На камені ноги мию
«На камені ноги мию» — українська народна пісня з Буковини. Уснословесний жанр — любовна пісня.
Текст пісні опублікований у збірці Пісенний вінок: Українські народні пісні / Упорядник Андрій Михалко. — Київ: Криниця, 2007. — 400 с.